# Kokošnik (punzone)
Il Kokošnik (in cirillico: Коко́шник?) è un punzone usato in Russia dal 1899 per contrassegnare l'argento.

## Storia
Il sistema di punzonatura standardizzato russo, così come lo conosciamo oggi, nasce da una ukaz (decreto) emesso nel 1700 dallo zar Pietro il Grande che, durante il processo di riforma del sistema monetario russo, stabilì che la produzione degli argentieri poteva essere di quattro purezze standard: 96, 90, 84 e 62 zolotnik. Nel 1896 un editto dello zar Nicola II riformò questo antico sistema ed introdusse il nuovo punzone che prese il nome di kokošnik dal tradizionale copricapo omonimo raffigurato sulla testa femminile volta a sinistra che appare al suo centro.
Fu utilizzato tra il 1899 ed il 1908 e reca all'interno di un cartiglio circolare o ovale, sulla sinistra la purezza dell'argento espressa in zolotnik e sulla destra le iniziali del saggiatore in caratteri cirillici. Nel 1908 e fino al 1926 fu introdotto un nuovo punzone recante, all'interno di un cartiglio ovale oblungo, una più dettagliata testa femminile acconciata con la kokošnik, rivolta verso destra, e la purezza dell'argento espressa in zolotnik, a sinistra è iscritto il simbolo della città/regione.
Oltre al punzone ovale si utilizzava anche una Kokošnik circolare che veniva apposta su oggetti di piccole dimensioni o su quelli facenti parte di un gruppo. L'ufficio del saggiatore veniva indicato con una serie di punti e linee intorno al perimetro del marchio.
Il punzone Kokošnik e stato reintrodotto nel 1985.